# Цафара
Цафа̀рата е малък балкански едноставен дървен духов народен музикален инструмент от рода на кавала и овчарската свирка. Снабден е с шестпръстови дупки, подредени последователно по дължината на цевта, без резонаторни отвори. Общата дължина на цафарата е от 25 до 35 cm, но понякога може да достигне и до 50 cm. Външният диаметър е около 2 cm, а дебелината на стената – 2 mm. Мундщукът в предния край е заострен по вътрешния ръб, поради което при свирене цафарата се държи леко настрани. Липсата на пискун създава трудности на начинаещите, тъй като изисква сериозно майсторство при свирене.
В последно време се изработват и цафари със 7 отвора за пръстите, като допълнителният седми отвор се намира под най-горната дупка, на противоположната страна на цевта.
Цафарата има ограничени технически възможности в диатонична мажорна тонова редица с обем максимум 2 октави. Звукът е по-висок от този на кавала. Употребява се като солов инструмент и влиза в състава на групата духови инструменти в народния оркестър.
Инструментът се изработва сравнително лесно и затова е добил широко приложение в миналото. В началото са го изработвали от млад бъз, на който меката сърцевина се изважда лесно. Но цафарата от този материал е изключително малотрайна, защото при изсъхване на дървесината се спуква. По-късно се изработва от дървесни видове с по-качествена дървесина – ясен, дрян, явор, габър и др. За защита на дървените части в миналото се е използвало импрегниране с олио или мас, а в наше време – чрез потапяне в специални разтвори. Цевта се изработва от дърво, метал или пластмаса. Металната цев е устойчива на механични повреди и атмосферни влияния, но е доста по-тежка и по-трудно се обработва.
Цафарата е разпространена в няколко балкански страни – България, Гърция, Северна Македония, Албания и югоизточните територии на Сърбия.